# Écueils de Gunnbjörn
Les écueils de Gunnbjörn (Gunnbjarnarsker) étaient un groupe de petits écueils situés entre l'Islande et le Groenland, découvert par Gunnbjörn Ulfsson au IXe siècle.  

## Histoire
Ils deviennent une escale habituelle pour les navires qui font route vers le Groenland et une brève tentative de création d'une colonie est menée vers 970. Snæbjörn Galti y atterrit vers 978. Une tentative ultérieure réussit et en 1391 dix-huit fermes sont installées sur l'îlot.  
Selon le planisphère de Ruysch de 1507, les îles sont « complètement incendiées » en 1456, c'est-à-dire probablement détruites par une éruption volcanique. Ivar Bardsen les mentionne dans son ouvrage Description du Groenland au XIVe siècle. Sur des cartes postérieures, jusqu'en 1700, comme Pascaert van Groenlandt de Jan van Keulen, les hauts-fonds formés par les restes de l'éruption sont inscrits sous le nom de Gombar Scheer. 
L'emplacement des anciennes îles n'est pas exactement connu. Le capitaine Wilhelm Graah leur donne pour position de 65° N, 30° O,, mais la position 69° N, 17° O est plus probable.